# Merkur Spiel-Arena
Esprit Arena (tidligere LTU Arena) er et fodboldstadion i Düsseldorf, Tyskland. men i 2009 købte Esprit Holdings rettighederne til navnet. Til daglig er stadion hjemmebane for Fortuna Düsseldorf.
Eurovision Song Contest 2011 blev afholdt i Esprit Arena.